# Miki Núñez
Miguel Núñez Pozo, conosciuto anche come Miki (Terrassa, 6 gennaio 1996), è un cantante e conduttore televisivo spagnolo.
Ha rappresentato la Spagna all'Eurovision Song Contest 2019 con il brano La venda, classificandosi 22º su 26 partecipanti in finale.

## Biografia
Nato in Catalogna, Miki Núñez ha studiato Amministrazione e Direzione delle Imprese a Londra e Los Angeles. Si è avvicinato al mondo della musica diventando la voce principale del gruppo Dalton Bang, che ha formato insieme ad altri cinque componenti e con cui è andato in tournée nel nord della Spagna.
Nel 2018 ha partecipato alla decima edizione di Operación Triunfo, la versione spagnola del talent show Star Academy, e si è piazzato al 6º posto. Il 20 gennaio 2019 ha partecipato al programma di selezione spagnolo per la ricerca del rappresentante nazionale per l'Eurovision proponendo due canzoni, Nadie se salva in collaborazione con Natalia Lacunza e La venda. Quest'ultima è risultata la vincitrice, avendo ottenuto il 34% del voto del pubblico su dieci canzoni. Nadie se salva si è invece piazzata terza con il 14% del televoto. Miki ha quindi rappresentato la Spagna all'Eurovision Song Contest 2019 a Tel Aviv. Nella finale del 18 maggio si è classificato al 22º posto su 26 partecipanti con 54 punti totalizzati, di cui 53 dal televoto e 1 dalle giurie. È risultato il più votato dal pubblico in Portogallo, ma è arrivato penultimo nel voto della giuria.
Il 13 settembre 2019 è stato pubblicato il suo primo album di inediti, Amuza, che ha debuttato in vetta alla classifica settimanale degli album spagnoli.
Nel 2020, Miki Núñez ha debuttato in veste di conduttore televisivo nella trasmissione musicale Cover, andata in onda su TV3. Nello stesso anno, è stato pubblicato il secondo album in studio, intitolato Iceberg, che ha raggiunto la quarta posizione nella classifica settimanale degli album spagnoli.
Dal 2022 conduce su TV3 il talent show in lingua catalana Eufòria.
Il 9 giugno 2023 è stato pubblicato il terzo album in studio, intitolato 121.

## Vita privata
Dal 2019 intrattiene una relazione sentimentale con la cantante catalana Sara Roy.

## Discografia
- 2019 – Amuza
- 2020 – Iceberg
- 2023 – 121